# Camerobiidae
Camerobiidae zijn  een familie van mijten. Bij de familie zijn zeven geslachten met circa 140 soorten ingedeeld.